# Tsugaru
Tsugaru (jap. つがる市 Tsugaru-shi) ist eine Stadt in der Präfektur Aomori auf Honshū, der Hauptinsel von Japan. 

## Geographie
Tsugaru liegt westlich von Aomori und nördlich von Hirosaki.

## Geschichte
Tsugaru wurde am 11. Februar 2005 aus den ehemaligen Machi Kizukuri (木造町, -machi) sowie den Mura Morita (森田村, -mura), Kashiwa (柏村, -mura), Inagaki (稲垣村, -mura) und Shariki (車力村, -mura) im Nishitsugaru-gun gegründet.

## Verkehr
- Zug:
  - JR Gonō-Linie
- Straße:
  - Nationalstraße 101

## Städtepartnerschaften
- Bath (Maine), seit 2006

## Söhne und Töchter der Stadt
- Asahifuji Seiya (* 1960), Sumōringer

## Angrenzende Städte und Gemeinden

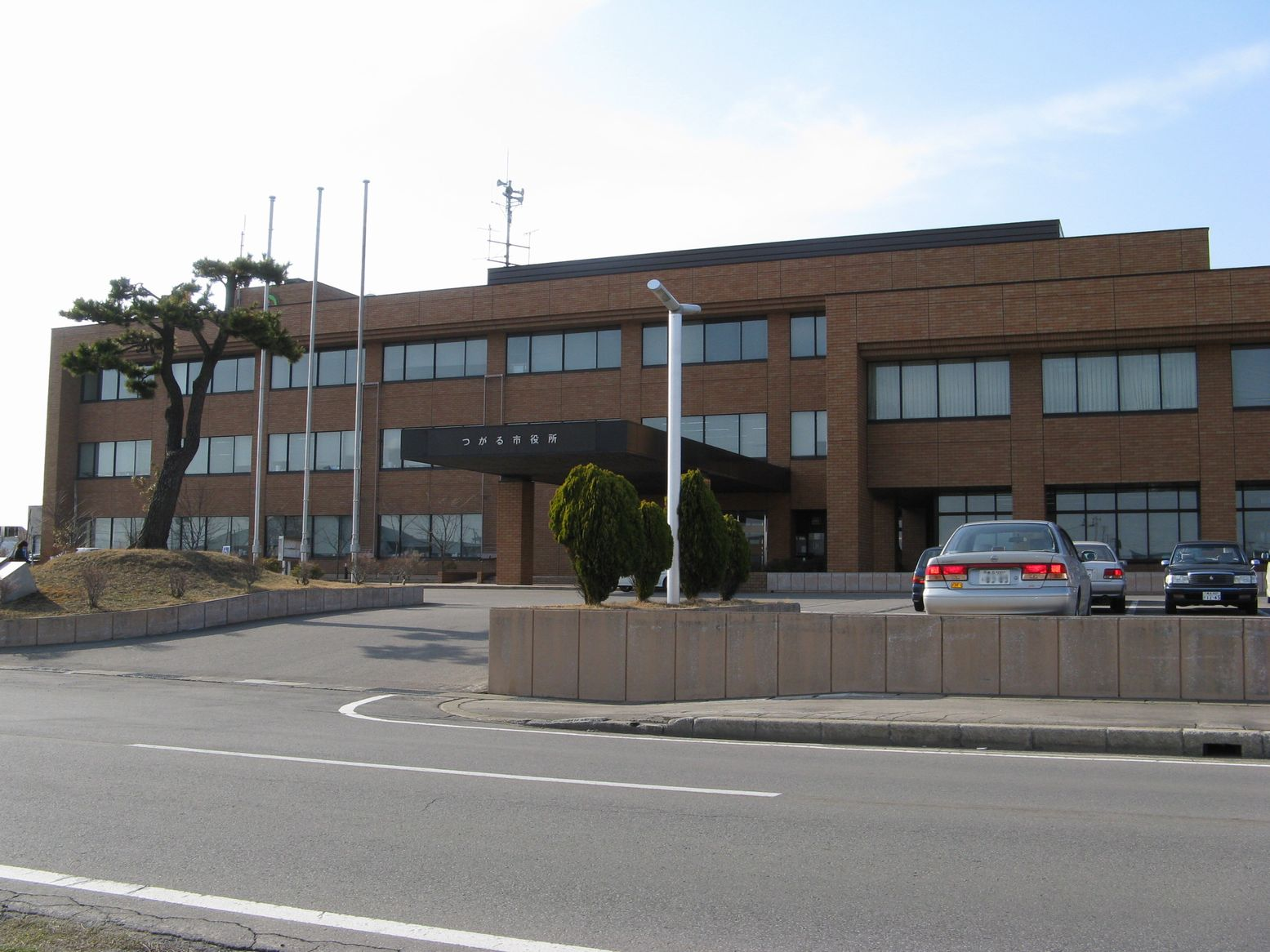
Rathaus

- Hirosaki
- Goshogawara